# Georges Dumas (résistant)
Pour les articles homonymes, voir Georges Dumas et Dumas.
 (juillet 2016).
Si vous disposez d'ouvrages ou d'articles de référence ou si vous connaissez des sites web de qualité traitant du thème abordé ici, merci de compléter l'article en donnant les références utiles à sa vérifiabilité et en les liant à la section « Notes et références ».
Georges Dumas est un résistant français, né le 23 avril 1895 à Limoges (Haute-Vienne), exécuté sommairement le 26 mars 1944 à Brantôme (Dordogne).

## Biographie
Marié à Élisabeth Lecanuet, il est fonctionnaire des impôts, détaché à la mairie de Limoges pour gérer les régies des services publics municipaux. Il est le père de l'homme politique Roland Dumas, ministre des Affaires étrangères de François Mitterrand, député de la Haute-Vienne, de la Corrèze puis de la Dordogne, président du Conseil Constitutionnel et avocat du « préfet des maquis » Georges Guingouin.
Membre du Parti socialiste, interdit par les autorités de Vichy, et de l'Armée secrète, Georges Dumas est arrêté sur dénonciation à la Gestapo le 24 mars 1944, comme chef régional du Noyautage des administrations publiques (NAP), Il est interné à la prison de Limoges. 
Georges Dumas avait sauvé la vie d'Henri Sandler, qui devait devenir le président de la communauté juive de Limoges. Georges Dumas avait aussi aidé également la famille Guterbaum qui avait trouvé refuge dans une ferme de Saint-Priest-sous-Aixe. C'est son fils Roland qui leur porte du ravitaillement à vélo.
En représailles à l’assassinat de trois officiers supérieurs allemands, par des maquisards, dans les environs de Brantôme, vingt-cinq otages dont Georges Dumas, sont pris à la prison de Limoges et fusillés dans une carrière de Brantôme près de l’embranchement des routes de Nontron et d’Angoulême. Un jeune domestique de ferme présent sur les lieux est également fusillé. Ils sont exécutés par des éléments de la Légion nord-africaine placée sous le commandement d’Alexandre Villaplane sous la responsabilité de Henri Lafont et intégrés à la Hilfspolizei. Le peloton d’exécution pourrait avoir été commandé par August Meier, lieutenant colonel SS, Kommandeur de la Sipo SD de Limoges.
À la Libération, Roland, âgé de vingt-trois ans, reconnaît le cadavre de son père à sa cravate coupée, dans le charnier des victimes. Georges Dumas est réinhumé dans le cimetière de Louyat à Limoges. Jean, le jeune frère de Roland, des années plus tard, se suicide en se jetant dans la Vienne le jour anniversaire de l’arrestation de son père. À Brantôme, près de l’embranchement des routes de Nontron et d’Angoulême, une stèle commémore les vingt-six exécutés du 26 mars.

## Distinctions

### Décorations
Georges Dumas a reçu les décorations suivantes, à titre posthume : 
- Chevalier de la Légion d'honneur[2][Quand ?]
- Médaille de la Résistance française avec rosette (24 avril 1946)[4]

### Reconnaissance
Georges Dumas obtint le titre de Juste parmi les Nations, pour avoir aidé à mettre à l’abri Simone Nathan, une amie de lycée de sa fille et soutenu Henri Sangler, président de la communauté juive de Limoges.
Par ailleurs, il est reconnu « Mort pour la France ».

## Hommages
À Jérusalem, une plaque l’honore et un arbre a été planté dans le jardin des Justes.
Une avenue de Limoges porte son nom depuis le 14 juillet 1945. C'est une décision du maire Georges Guingouin. Elle s'appelait auparavant avenue du Pont-Neuf.